# Пномпень

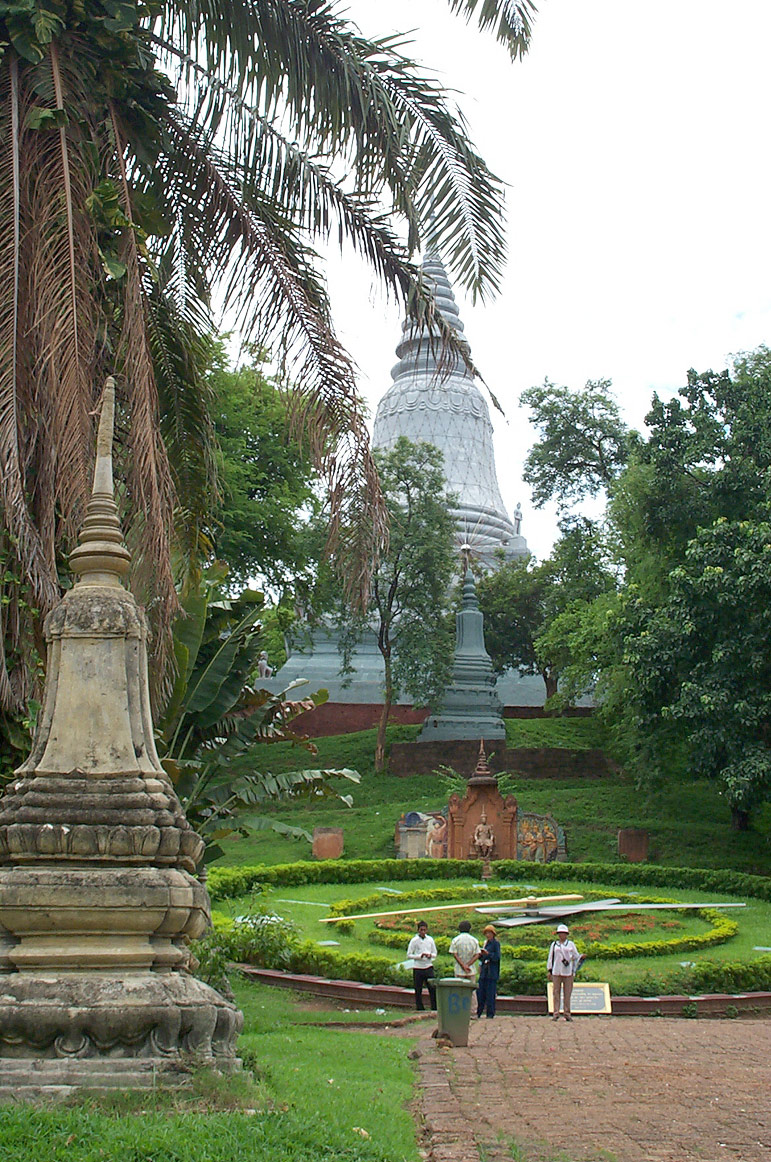
Чеди перед пагодой Ват Пном в Пномпене

Пномпе́нь (кхмер. ភ្នំពេញ [pʰnʊm ˈpɨɲ]) — столица Камбоджи, город центрального подчинения, располагается на реке Тонлесап (у её впадения в реку Меконг).

## Этимология

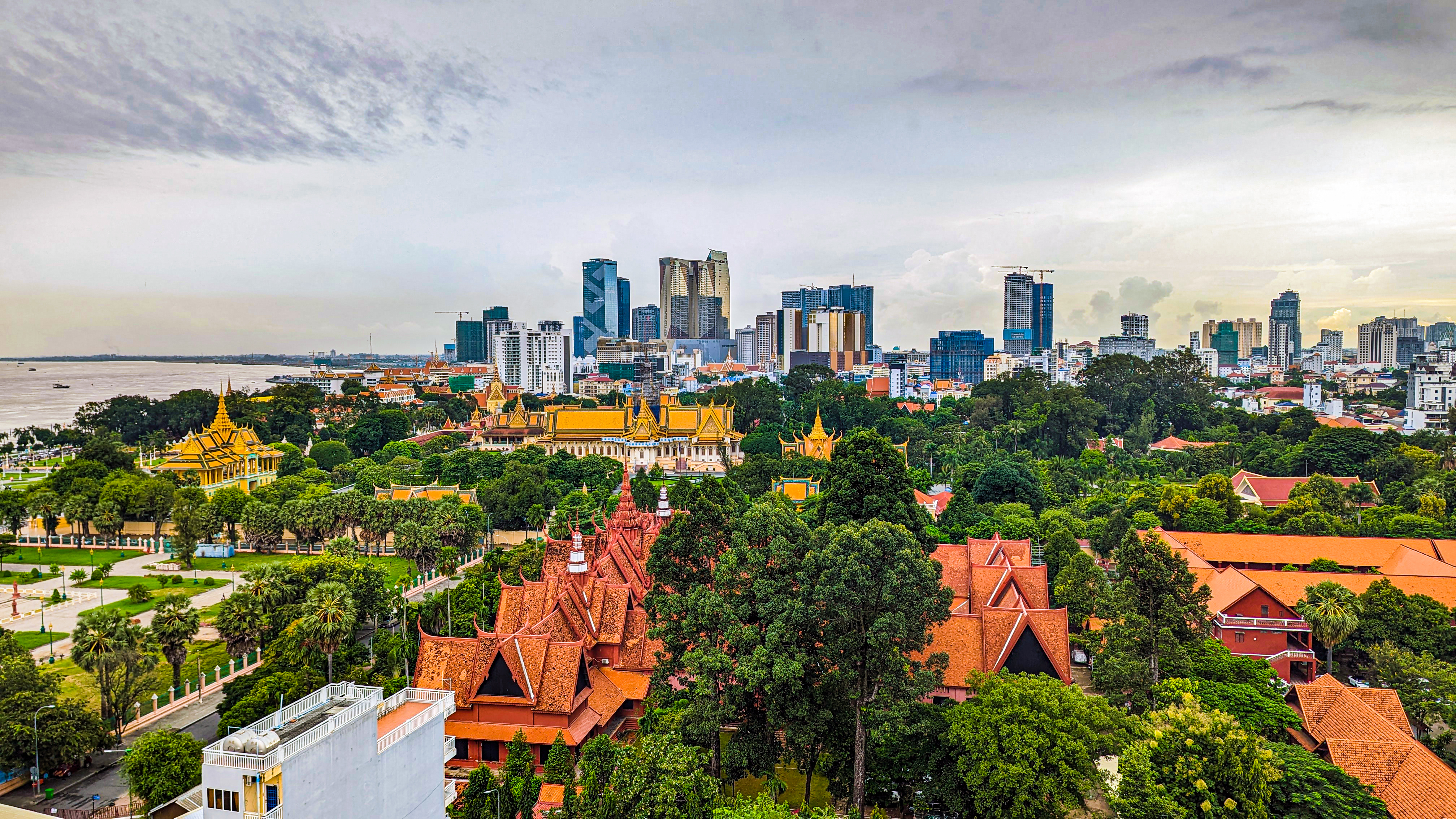
Вид на город

Город возник в 1372 году. Согласно легенде, он был основан монахиней по имени Пень, которая увидела плывущий по реке Меконг ствол дерева лумбанг, в ветвях которого что-то блестело. Оказалось, что это 4 бронзовые статуи Будды и одна каменная. Статуи, возможно, были смыты из одного из лаосских храмов. При содействии Пень рядом с её домом был насыпан большой холм (пном), и установлен алтарь, на котором были размещены изваяния. Впоследствии на этом месте возник монастырь Ват Пном. Пном (Дон) Пень по-кхмерски обозначает холм (матушки) Пень.
Пномпень прежде был известен под названием Кронг Тятоммук (ក្រុងចតុម្មុខ) — «Город на слиянии четырёх рек». Дело в том, что город расположен на слиянии рек Меконг, Бассак и Тонлесап, которые образуют букву «X».

## История
Впервые столицей город стал в 1431 году, когда правивший в то время король Понъя Ят, бежавший от тайского разгрома, перенёс столицу из Ангкор-Тхома. В ступе на Ват Пноме хранятся останки Понъя Ята и королевской семьи.
Пномпень оставался королевской столицей в течение 73 лет с 1432 по 1505 год. Затем он был покинут последующими королями на 360 лет из-за борьбы за престол. Столица несколько раз перемещалась и находилась то в Срей Сантхор, то в Поусате, то в Ловеке, то в Удонге.
Только в 1866 году, в правление короля Нородома I Пномпень стал постоянным местом нахождения правительства и столицей Камбоджи, а также тем местом, в котором был построен Королевский дворец. Начиная с 1870-х годов, французские колониальные власти превратили деревушку на реке в город, в котором они построили гостиницы, школы, тюрьмы, бараки, банки, конторы, телеграф, суды и больницы. В 1872 году современный город впервые обрел форму, когда французы заключили контракт с подрядчиком Le Faucheur на постройку 300 каменных домов для продажи и сдачи в аренду китайским торговцам. Всем известно здание Пса Тхмей (Нового рынка), построенное французами.
К 1920-м годам Пномпень был известен уже как «Азиатская жемчужина», и в последующие сорок лет продолжал быстро развиваться, особенно с постройкой железной дороги до Сиануквиля и международного аэропорта Почентонг. В правление Сианука инфраструктура Пномпеня претерпела основательную модернизацию.
Во время Вьетнамской войны территория Камбоджи использовалась для баз северовьетнамской армии и Вьетконга, и тысячи беженцев хлынули в город со всей страны, спасаясь от боевых действий между правительственными войсками, северовьетнамской армией, войсками Южного Вьетнама и их союзниками, и красными кхмерами. К 1975 году население города было уже около 3 миллионов, большинство из которых были беженцы.
Красные кхмеры взяли город 17 апреля 1975 года. Большинство жителей было эвакуировано в трудовые лагеря в сельской местности. Высшая школа Туольслэнг была превращена полпотовцами в тюрьму S-21. Пол Пот хотел вернуть страну к аграрной экономике и его машина устраняла «лишних» людей — политических противников, нац. меньшинства, буддистских монахов и просто образованных людей. Много людей умерло от голода в результате провала экономической модели аграрного общества, — Камбоджа продавала рис Китаю в обмен на оружие. Тюрьма S-21 ныне превращена в Музей геноцида, где экспонируются орудия пыток полпотовцев и фотографии их жертв. Жертв убивали на полях смерти в Тьэнгъаеке в 15 км от Пномпеня и закапывали их во рвах. Теперь это место тоже является мемориалом жертвам режима.
7 января 1979 года вьетнамская армия выбила красных кхмеров из Пномпеня, и люди стали возвращаться в город. Исторически у Камбоджи было много конфликтов с Вьетнамом, поэтому факт освобождения страны вьетнамцами вызывает смешанные эмоции у камбоджийцев.
Начался период восстановления, правительство привлекало иностранные инвестиции и помощь, в первую очередь таких стран как Франция, Австралия и Япония. На займы Азиатского банка развития и Всемирного банка было восстановлено водоснабжение, дороги и другая инфраструктура. Перепись 1998 года насчитала 862 000 жителей в Пномпене, в 2008 году в городе уже насчитывалось 1,3 миллиона человек.

## География
Пномпень находится в южной части центрального региона Камбоджи, и полностью окружен территорией провинции Кандаль. Столичный округ расположен на берегах рек Тонлесап, Меконг и Бассак. Эти реки являются источником пресной воды и других природных ресурсов для города. Пномпень находится на высоте 11.89 м над уровнем моря, высок риск затопления некоторых районов в дождливый сезон, когда реки могут выходить из берегов.
Город занимает площадь в 290 км², сельскохозяйственные угодья в округе занимают площадь в 33,67 км² (13 миль²).

### Климат
В Пномпене тропический муссонный климат с ярко выраженными сухим сезоном и сезоном дождей. Климат жаркий круглый год, с незначительными колебаниями температуры. Температура в городе варьируется от 18° до 38 °C. С мая по октябрь со стороны Сиамского залива дуют влажные муссоны. Северо-восточные муссоны приносят сухой сезон с ноября по апрель. Самое большое количество осадков выпадает в городе в период с августа по октябрь, самые сухие месяцы — январь и февраль.
Самый лучший период для посещения Пномпеня — с ноября по январь, когда температура и влажность ниже, чем в остальные месяцы.
| Показатель                    | Янв. | Фев. | Март | Апр. | Май   | Июнь  | Июль | Авг. | Сен.  | Окт.  | Нояб. | Дек. | Год    |
| ----------------------------- | ---- | ---- | ---- | ---- | ----- | ----- | ---- | ---- | ----- | ----- | ----- | ---- | ------ |
| Средний суточный максимум, °C | 31,5 | 32,8 | 34,9 | 34,9 | 34,3  | 33,5  | 32,5 | 32,5 | 32,3  | 31,1  | 29,9  | 30,1 | 32,5   |
| Средний суточный минимум, °C  | 21,9 | 23   | 24,1 | 25   | 25,3  | 25    | 24,7 | 24,6 | 24,3  | 23,8  | 22,7  | 21,7 | 23,8   |
| Норма осадков, мм             | 25,5 | 11,5 | 58   | 101  | 111,6 | 177,1 | 195  | 172  | 248,8 | 318,9 | 135   | 80,3 | 1635,6 |
| Источник: HKO                 |      |      |      |      |       |       |      |      |       |       |       |      |        |

## Население[10]
| 1950       | 1960       | 1970       | 1980       | 1985     | 1990     | 1995     | 2000       | 2005       |
| ---------- | ---------- | ---------- | ---------- | -------- | -------- | -------- | ---------- | ---------- |
| 334 000    | ↗398 000   | ↗457 000   | ↘189 000   | ↗351 000 | ↗634 000 | ↗925 000 | ↗1 284 000 | ↗1 677 000 |
| 2010       | 2012       | 2017       | 2019       |          |          |          |            |            |
| ↘1 523 000 | ↘1 501 725 | ↗1 893 000 | ↗2 129 371 |          |          |          |            |            |

## Достопримечательности
- Монастырь Ват Пном;
- Жёлтый рынок Пса Тмей (Psar Thmei);
- Комплекс Королевского дворца. Королевский дворец был построен дважды: в 1434 году, затем королевская семья переехала в Удонг, к северу от Пномпеня. Нынешний дворец был построен уже в 1866 году. Дворцовый комплекс представляет собой почти квадрат со стороной в 425 метров, он обнесен высокими стенами;
- «Серебряная пагода»;
- Монумент Независимости.
- Национальный музей Камбоджи
- Олимпийский стадион. Стадион, на котором ни разу не проводились Олимпийские игры.

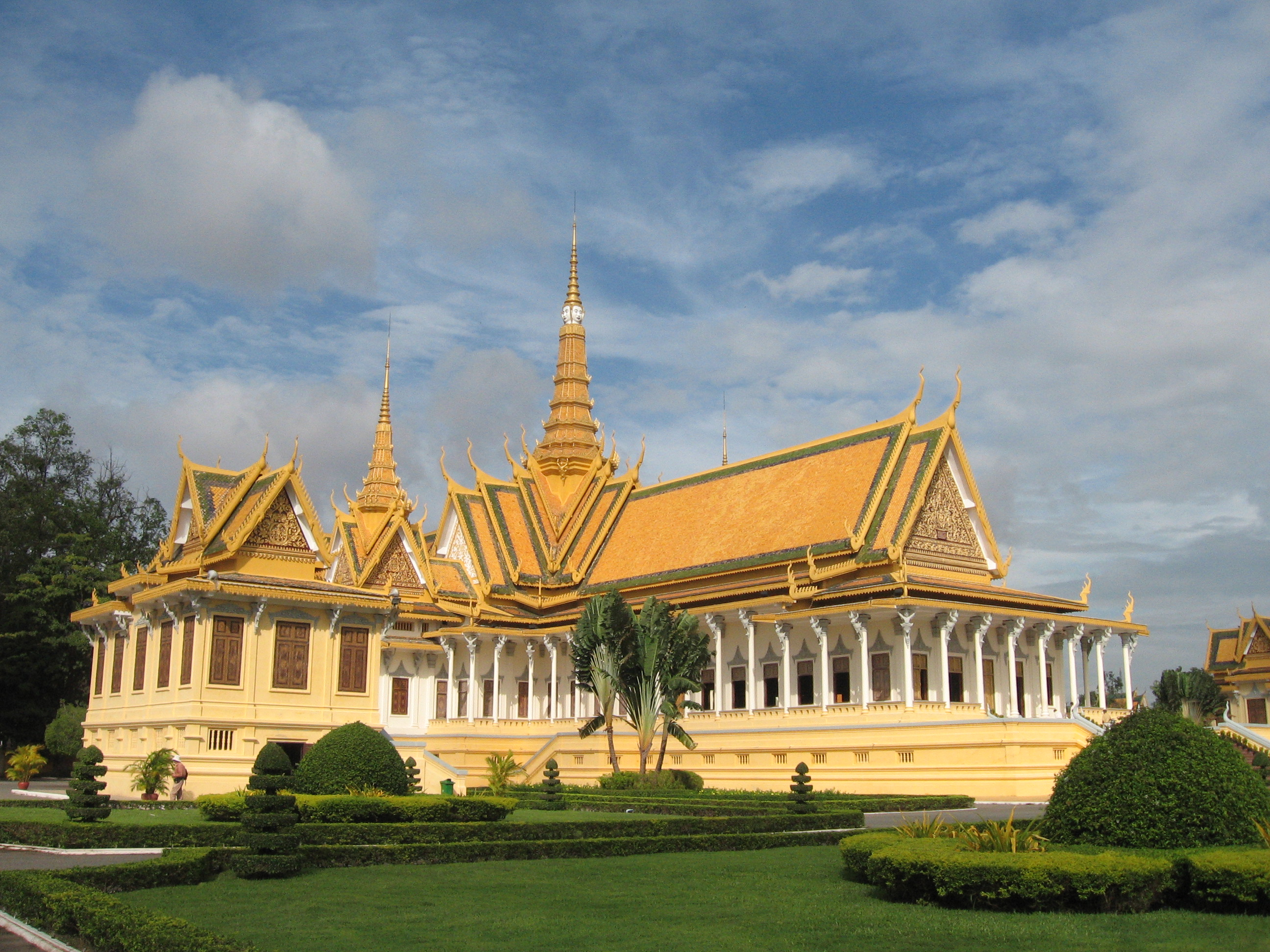
Тронный зал королевского дворца
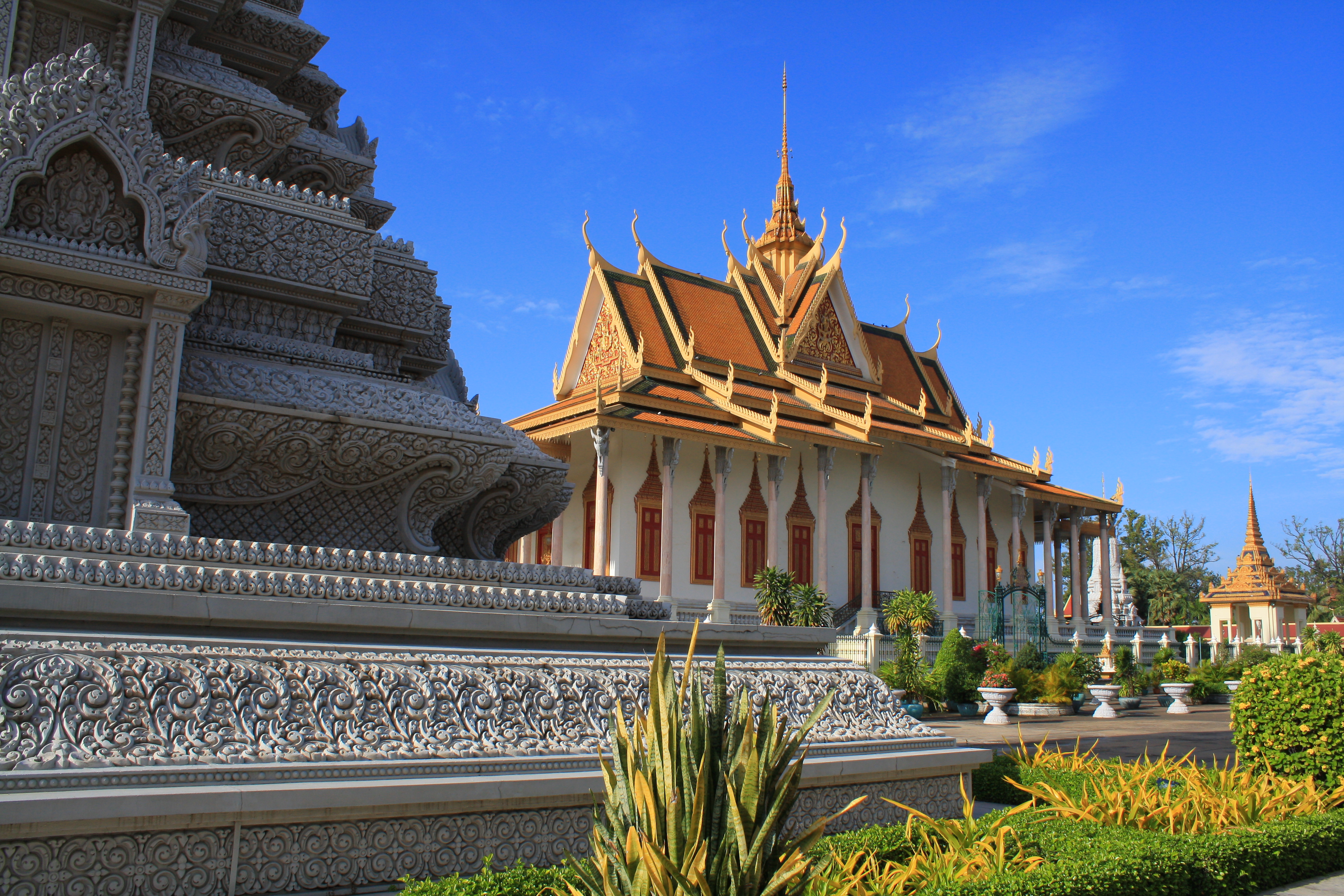
«Серебряная пагода»
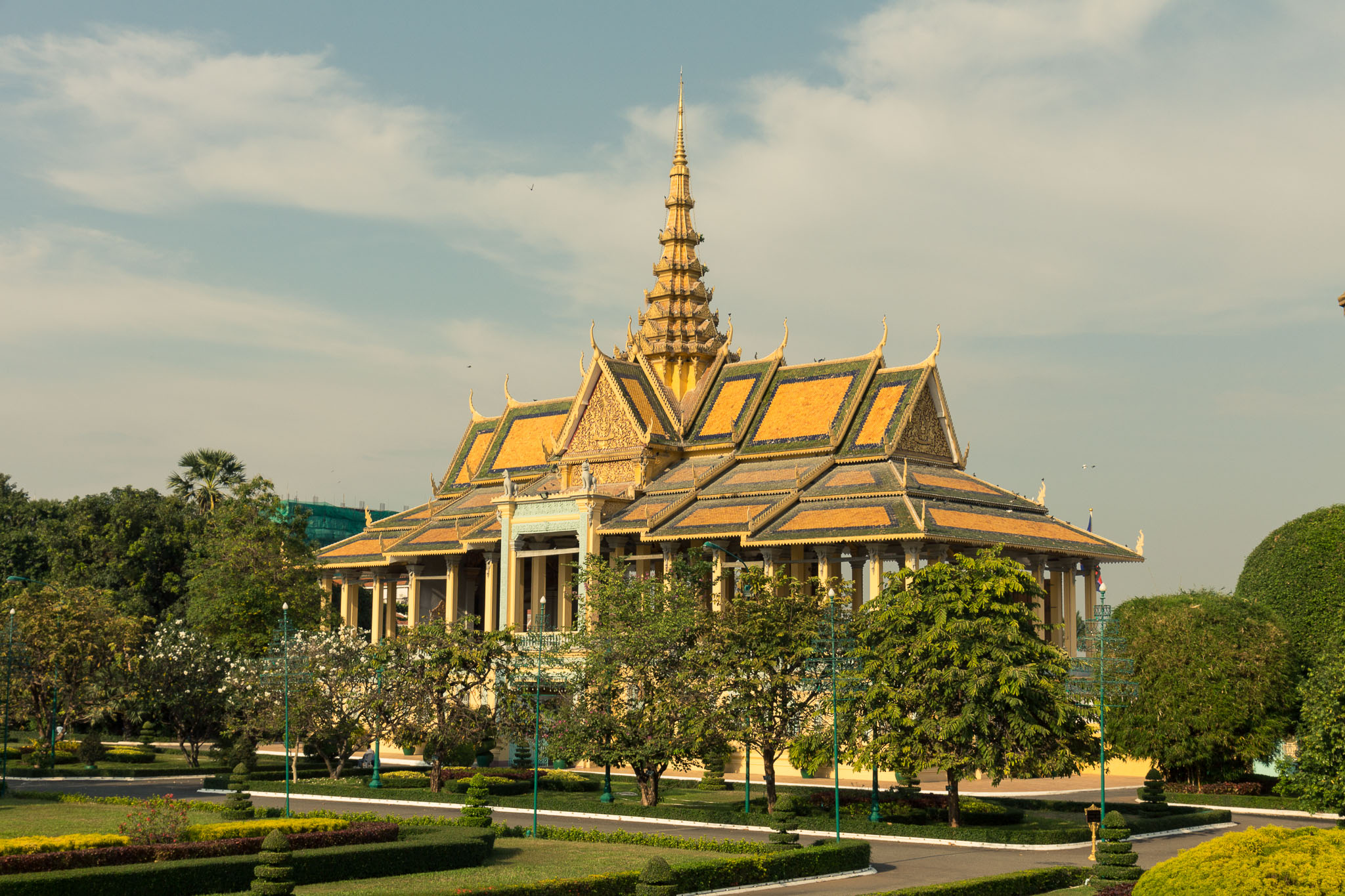
Павильон «Лунный свет» королевского дворцового комплекса
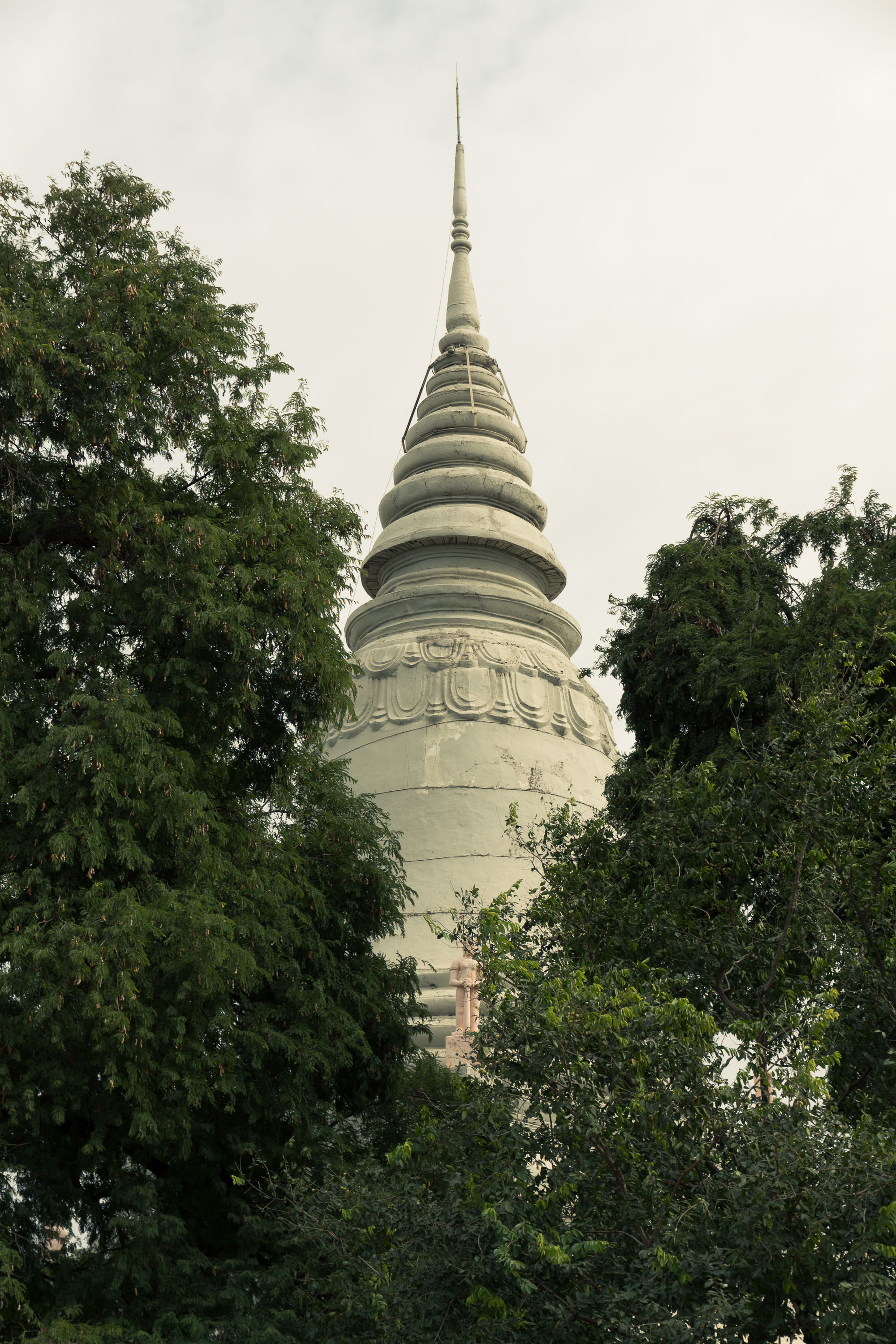
Ват Пном
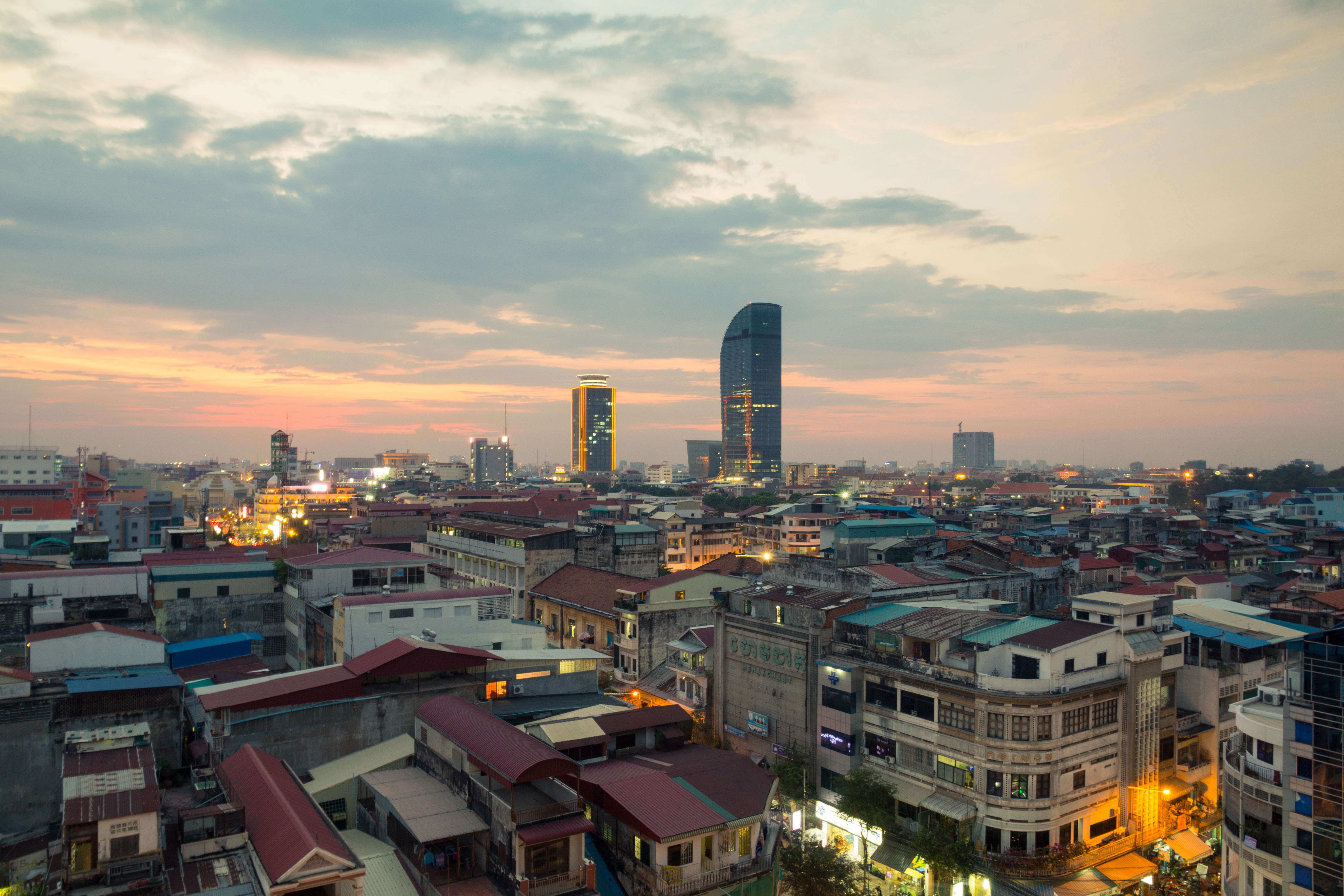
Исторический центр (и деловой квартал на заднем плане)

## Города-побратимы
- Лонг-Бич, США
- Лоуэлл, США
- Провиденс, США
- Провинция Саваннакхет, Лаос
- Мандалай, Мьянма
- Пусан, Республика Корея